# Gudigere, Maddur
Gudigere là một làng thuộc tehsil Maddur, huyện Mandya, bang Karnataka, Ấn Độ.